# ウォシタ郡 (オクラホマ州)
ウォシタ郡（英: Washita County）は、アメリカ合衆国オクラホマ州の西部に位置する郡である。2010年国勢調査での人口は11,629人であり、2000年の11,508人から1.1％増加した。郡庁所在地はニューコーデル市（人口2,915人）であり、同郡で人口最大の都市でもある。郡庁所在地はクラウドチーフにあったこともある。

## 歴史
ウォシタ郡は1890年5月2日から1907年11月16日まで存在したオクラホマ準州に含まれていた州西部に位置している。1907年にオクラホマ準州とインディアン準州が合わされ、オクラホマは州に昇格した。

## 地理
アメリカ合衆国国勢調査局に拠れば、郡域全面積は1,009平方マイル (2,613 km2)であり、このうち陸地1,003平方マイル (2,599 km2)、水域は6平方マイル (15 km2)で水域率は0.57％である。

ウォシタ郡道路図

### 隣接する郡
- カスター郡 - 北
- カドー郡 - 東
- カイオワ郡 - 南
- ベッカム郡 - 西

## 人口動態

人口ピラミッド

以下は2000年の国勢調査による人口統計データである。
| 基礎データ - 人口: 11,508人 - 世帯数: 4,506 世帯 - 家族数: 3,266 家族 - 人口密度: 4人/km2（12人/mi2） - 住居数: 5,452軒 - 住居密度: 2軒/km2（5軒/mi2） 人種別人口構成 - 白人: 92.31% - アフリカン・アメリカン: 0.43% - ネイティブ・アメリカン: 2.97% - アジア人: 0.26% - 太平洋諸島系: 0.03% - その他の人種: 2.18% - 混血: 1.82% - ヒスパニック・ラテン系: 4.48% 言語による人口構成 - 英語: 95.3% - スペイン語: 3.5% - ドイツ語: 1.3% 年齢別人口構成 - 18歳未満: 26.3% - 18-24歳: 7.6% - 25-44歳: 25.2% - 45-64歳: 22.2% - 65歳以上: 18.8% - 年齢の中央値: 39歳 - 性比（女性100人あたり男性の人口） - 総人口: 93.93 - 18歳以上: 89.2 | 世帯と家族（対世帯数） - 18歳未満の子供がいる: 33.6% - 結婚・同居している夫婦: 61.0% - 未婚・離婚・死別女性が世帯主: 8.5% - 非家族世帯: 27.5% - 単身世帯: 25.3% - 65歳以上の老人1人暮らし: 13.4% - 平均構成人数 - 世帯: 2.50人 - 家族: 3.00人 収入と家計 - 収入の中央値 - 世帯: 29,563米ドル - 家族: 35,598米ドル - 性別 - 男性: 25,668米ドル - 女性: 17,741米ドル - 人口1人あたり収入: 15,528米ドル - 貧困線以下 - 対人口: 15.5% - 対家族数: 13.1% - 18歳未満: 22.1% - 65歳以上: 9.3% |

## 都市と町
| - ベッシー - バーンズフラット - カヌート | - クラウドチーフ - コロニー - コーン | - ディルシティ - フォス - ニューコーデル - 郡庁所在地 | - ロッキー - センティネル |